# Bergen landdistrikt
Bergen landdistrikt var en kommun i Hordaland fylke i västra Norge. Kommunen omfattade ett mindre område i den mellersta delen av nuvarande Bergens kommun. Staden Bergen utgjorde kommunens centralort men ingick inte i kommunen.

## Administrativ historik
Bergen landdistrikt upprättades den 1 januari 1838 (som Bergens Landdistrict formannskapsdistrikt) när Formannskapslovene från 1837 trädde i kraft.
Den 1 januari 1877 gick Bergen landdistrikt upp i Bergens kommun. Kommunens hade då 4 883 invånare. Området fördes samtidigt över från Hordaland fylke till Bergen fylke.